# Aserradero

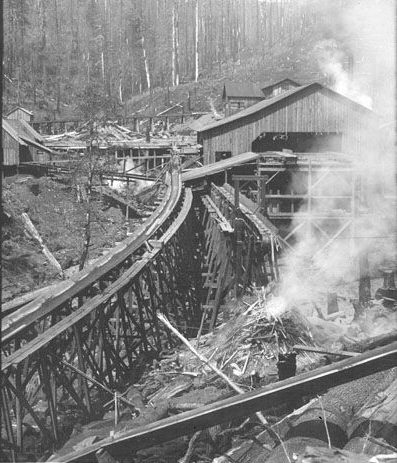
Clásico aserradero de fines del en Estados Unidos.

Serrería romana de Hierápolis. Del, es la muestra más antigua conservada de mecanismo biela-manivela.

El aserradero, aserrío o serrería es una instalación mecanizada o artesanal dedicada al aserrado, principalmente de madera.
Los aserraderos son industrias de primera transformación de la madera de troncos a tablas; proveen de productos semiacabados que generalmente son destinados a una industria de segunda transformación (carpintería, ebanistería, construcción, etc.) encargada de fabricar objetos o partes de objetos de consumo.
Antes de la creación del aserradero, las tablas y tablones se fabricaban manualmente, ya sea dividiendo, cepillando o aserrando el tronco entre dos hombres con una sierra de arco. Las primeras sierras mecánicas eran movidas por molinos, por lo que los aserraderos estaban situados tradicionalmente en las proximidades de los cursos de agua, los cuales también facilitaban el transporte de los troncos.
En el siglo XVIII se inventó la hoja de sierra circular y con la Revolución Industrial con el desarrollo del motor a vapor fue posible una mayor mecanización del proceso. A fines del siglo XIX los aserraderos aprovechaban sus residuos de astillas y serrín para alimentar sus calderas de vapor. Estas creaban el movimiento apropiado gracias al calentamiento del agua dentro de sí para convertirlo en vapor. En Estados Unidos luego de la baja en maderas nativas a mediados del siglo XX, estos aserraderos que tenían costos muy altos de manutención y eran manejados por más de quince personas, pasaron a ser aserraderos con menor producción debido a la falta de madera nativa y que solo son manejados por no más de tres personas, siendo este último denominado aserradero portátil.
Desde finales del siglo XX con la introducción de la electricidad y la alta tecnología los aserraderos son instalaciones caras e informatizadas. Además de madera aserrada, serrín, corteza y astillas, desde inicios del siglo XXI también producen pellets de madera para la calefacción con biomasa.
Algunas de las actividades que realizan los aserraderos son:
- Cantonado. Consiste en hacer avanzar troncos de árboles o ramas gruesas a través de una sierra circular o de disco. En los aserraderos modernos un sistema de medición por láser se encarga normalmente de colocar el tronco en la posición idónea para su corte con la sierra circular. Habitualmente hay dos sierras, una a la derecha y otra a la izquierda. En algunos casos puede haber cuatro sierras con lo que el producto final es un cuadrado o rectángulo perfecto de madera.
- Tronzado. Consiste en el corte transversal del tronco o rama gruesa, un sistema similar a una guillotina de cortar papel.